# Rhynchosteres tubiformis
Rhynchosteres tubiformis är en stekelart som beskrevs av Fischer 1965. Rhynchosteres tubiformis ingår i släktet Rhynchosteres och familjen bracksteklar. Inga underarter finns listade i Catalogue of Life.